# Romarrikets fall (film)
Romarrikets fall (eng. The Fall of the Roman Empire) är en amerikansk långfilm från 1964 i regi av Anthony Mann, med Sophia Loren, Stephen Boyd, Alec Guinness och James Mason i rollerna.

## Handling
Kejsar Marcus Aurelius anförtror sin dotter Lucilla att han föredrar att hans adoptivson Livius efterträder honom i stället för hans biologiske men labile son Commodus. En av Commodus hantlangare hör detta och förgiftar kejsaren.

## Rollista (i urval)
- Sophia Loren - Lucilla
- Stephen Boyd - Livius
- Alec Guinness - Marcus Aurelius
- James Mason - Timonides
- Christopher Plummer - Commodus
- Anthony Quayle - Verulus
- John Ireland - Ballomar
- Omar Sharif - Sohamus
- Mel Ferrer - Cleander
- Eric Porter - Julianus
- Douglas Wilmer - Pescennius Niger

## Om filmen
Filmen spelades in i Spanien. För musiken belönades Dimitri Tiomkin med Golden Globe Award 1965.
Det var ursprungligen tänkt att Richard Harris skulle spela rollen som Commodus. I filmen Gladiator, som behandlar samma tid och har vissa likheter med "Romarrikets fall", spelar Harris kejsar Marcus Aurelius.